# Rock and Llingua
Rock´n´Llingua fue un disco editado por Discos L'Aguañaz en 2003, donde se recopila a grupos asturianos que cantan en lengua asturiana, contiene 12 canciones aportadas por 6 grupos. Mezcla estilos rock, folk, punk, reggae y ska.

## Historia
El disco contó con 6 de las bandas más importantes del momento:
- Skontra
- Oi! N´ast
- La tarrancha
- Güerku
- Falkatrua
- Milicia Astur

## Lista de canciones
- Burgués (Skontra)
- Unidá (Skontra)
- Homes del norte (Oi! N´ast)
- Brenga celta (Oi! N´ast)
- Planta (La Tarrancha)
- Presente del indicativu del verbu nun trabayar (La Tarrancha)
- Nel campu de batalla (Güerku)
- En sin salida (Güerku)
- Escalecesme (Milicia Astur)
- Piensa tu (Milicia Astur)